# 奈良学園大学
奈良学園大学（ならがくえんだいがく、英語: Naragakuen University）は、奈良県奈良市中登美ヶ丘三丁目15-1に本部を置く日本の私立大学。1984年創立、1984年大学設置。大学の略称は奈良学（ならがく）、奈良学大（ならがくだい）、学園大（がくえんだい）。

## 概観

### 大学全体
本学は学校法人奈良学園創設者である伊瀬敏郎により、1984年に奈良産業大学として創立された。2000年代初頭には社会科学系の総合大学へ発展したが、以降は定員割れが続いたため、従来の学部を廃止し、大学名を改称した上で、教育と医療の大学として再出発を図った。看護の分野は少しずつであるが、看護師を目指す男子学生が増えてきている。
2021年度まで人間教育学部の入る三郷キャンパス（奈良県生駒郡三郷町立野北3-12-1）があったが、2022年度から登美ヶ丘キャンパスに統合された。

### 建学の精神
高度な専門学術知識に裏付けられた実践力を有する有能な人材を教育・養成し、地域社会及び社会全体の発達・発展に貢献する。
教育理念
現実に立脚した学術も研究と教育を通じて、明日の社会を開く学識と実務能力を兼ね備えた指導的人材の育成を目指し、時代の進展に対応し得る広い視野と創造性をつちかい、誠実にして協調性のある心身ともに豊かでたくましい実践力を持った人材を養成する。

## 沿革

### 年表
- 1961年 - 学校法人中和学園設置認可
- 1970年 - 学校法人中和学園を学校法人奈良学園へと名称変更
- 1984年 - 奈良産業大学（ならさんぎょうだいがく）設立（経済学部経済学科・経営学科）
- 1987年 - 法学部法学科開設
- 1999年 - 経済学部経営学科を経営学部経営学科へ改組
- 2001年 - 情報学部情報学科設置
- 2007年 - 経済学部・法学部・経営学部を発展解消し、ビジネス学部ビジネス学科を設置
- 2014年 - 奈良学園大学（ならがくえんだいがく）へ改称。ビジネス学部、情報学部の学生募集を停止。従来からのキャンパスを三郷キャンパスとし、人間教育学部人間教育学科を設置、登美ヶ丘キャンパスを新設し、保健医療学部看護学科を設置。
- 2018年 - 看護学研究科看護学専攻（修士課程）を設置。
- 2019年 - 保健医療学部リハビリテーション学科を設置。
- 2022年 - 登美ヶ丘キャンパスにキャンパスを統合[1]。
- 2023年 - リハビリテーション学研究科リハビリテーション学専攻（修士課程）を設置。

## 基礎データ

### 所在地
- 登美ヶ丘キャンパス(奈良県奈良市中登美ヶ丘3-15-1)

### 象徴
- 校章は奈良県の産業を象徴し「県の木」でもある「杉」を二等辺三角形の隅に3カ所配置し、中央に旧字体で大学を記したデザインとする。
- シンボルマークは大学の教育理念と教育目標を青・空色・黄の3色で象徴した「N型」のデザインである。
- 学歌は作詞・松田帆花である。

## 教育および研究

### 組織

#### 学部
- 人間教育学部
  - 人間教育学科
- 保健医療学部
  - 看護学科
    - 看護師課程選択
    - 看護師・保健師課程選択（20名以内）
      - 養護教諭2種の免許取得も可能

    - 看護師・助産師課程選択（10名以内）
      - 大学4年間（学士）で助産師をめざせるのは奈良県下では奈良学園大学のみ[2]

  - リハビリテーション学科
    - 理学療法学専攻
    - 作業療法学専攻

#### 大学院
- 看護学研究科
  - 看護学専攻（修士課程）
    - 在宅看護学分野
    - 育成看護学分野
    - 精神看護学分野
- リハビリテーション学研究科
  - リハビリテーション学専攻（修士課程）
    - 臨床実践リハビリテーション学分野
    - 生活支援リハビリテーション学分野

#### 付属機関
- 奈良学園大学図書館
- 学生支援センター
- キャリアセンター
- 社会・国際連携センター

## 学生生活

### 学友会
学友会は総務局、イベント局、会計局、広報局の４つの部署に分かれており、大学のイベントの企画、運営を担っている。例として、7月七夕祭り、花火大会、10月登美ケ丘祭（学祭）、12月冬のお楽しみ会などの季節の行事を運営している。
部活動

#### 体育会
強化クラブ（硬式野球部、女子バスケットボール部）、公認クラブ（サッカー部、剣道部）
- 硬式野球部（近畿学生野球連盟所属）は、全日本大学野球選手権大会に22回出場。最高成績ベスト4。
- サッカー部（関西学生サッカー連盟所属）は、天皇杯全日本サッカー選手権大会に4回出場。
- 陸上競技部（関西学生陸上競技連盟所属）の男子部は、全日本大学駅伝対校選手権大会に5回出場。女子部も、全日本大学女子駅伝対校選手権大会に3回出場している（両部とも2025年現在、休部中）

#### 文化会
強化クラブ（マーチングバンド部）、公認クラブ（茶道部）
- マーチングバンド部（日本マーチングバンド協会関西支部加盟）は、2014年4月に奈良学園大学設置と同時に創部。第37回マーチングバンド関西大会に初出場し、金賞を受賞。第15回マーチングステージ全国大会では、講評者特別賞を受賞。

### 学園祭
- 学園祭は「登美ヶ丘祭（とみがおかさい）」と呼ばれ、毎年10月に行われる。

## 大学関係者と組織

### 大学関係者組織
- 同窓会は「三室会（みむろかい）」と称し、学園祭に合わせてホームカミングデーなどを行い、親睦を深めている。

## 施設

### 登美ヶ丘キャンパス
- 交通アクセス：近鉄けいはんな線学研奈良登美ヶ丘駅下車、徒歩約10分。または、近鉄奈良線学園前駅から奈良交通バスで約9分「中登美ヶ丘四丁目」下車すぐ。近鉄京都線高の原駅から奈良交通バスで約15分 「北登美ヶ丘一丁目」下車、徒歩約7分。
- キャンパスの近くにはファミリーマートとセブンイレブンが、最寄り駅である学研奈良登美ヶ丘駅前にはイオンモールがある。

### 学生食堂
- 「ダイニングルーム」

### 信貴山グラウンド（グリーングラウンド）
- かつて、芝生のフィールドと専用トラック、ナイター設備を有し、サッカー部や陸上競技部の練習に利用され、地域住民にも開放されていた信貴山グラウンドが存在したが、現在はJリーグの奈良クラブとアメージングスポーツラボジャパンが共同運営するサッカーおよびフットサル用の施設ナラディーアに代わった。

## 対外関係

### 他大学との協定

#### 国際交流提携校
- 中国
  - 蘇州科技大学
  - 青島城市学院
  - 黒竜江東方学院
  - 長江大学
  - 三峡大学
- 香港
  - 香港城市大学（専上学院）
- 台湾
  - 国立屏東科技大学
- 韓国
  - 東亜大学校
- ベトナム
  - ダナン大学
- タイ
  - スィーパトゥム大学
- カンボジア
  - メコン大学

#### 単位互換制度
奈良県内大学間単位互換協定参加大学
- 奈良先端科学技術大学院大学
- 奈良教育大学
- 奈良女子大学
- 奈良県立大学
- 奈良県立医科大学
- 畿央大学
- 帝塚山大学
- 天理大学
- 奈良大学
- 近畿大学

その他
- 放送大学

### 同法人校
- 奈良文化高等学校
- 奈良学園中学校・高等学校
- 奈良学園登美ヶ丘中学校・高等学校
- 奈良学園小学校
- 奈良文化幼稚園
- 奈良学園幼稚園

## 登美ヶ丘キャンパスへの統合
2019年6月、三郷町の三郷キャンパスを奈良市の登美ヶ丘キャンパスに統合することが発表された。三郷キャンパスは2022年（令和4年）3月末で閉鎖され、三郷町に無償譲渡される。
奈良学園大学旧三郷キャンパスは三郷町に無償譲渡され大学跡地は「FSS35キャンパス」として整備されることになった。